# 薛晨
薛晨（1989年2月18日—），福建省福清市高山镇人，中國女子沙滩排球运动员。

## 簡介
1999年，10岁的薛晨已长到1.67米，突出的身高引起福州市体校周国琴教练注意，馬上将她招進球隊，開始接受室内排球训练。到2002年，福建省將沙灘排球引進12届省运会，薛晨便被抽调到市沙排队。省运会過後，当时担任比赛监督的陈昭鹤認為她是个打沙排的好苗子，便將她推荐到中国国家沙排队；因此，薛晨也就没有进省队，便直接从少体校升到了国家沙排队。
2006年，17岁的薛晨初次与21岁的张希合作，二人未幾已在上海举行的世界沙滩排球巡回赛中国公开赛夺得冠军，表現一鸣驚人。同年，她們又再贏得泰国站的分站冠军，并在年底的多哈亚运会上夺冠，世界排名升至第三位 ；
2008年，张希/薛晨代表中國參加夏季奧林匹克運動會女子沙灘排球比賽，在半决赛中以1比2（24-22、27-29、8-15）败给另一隊中国组合田佳/王洁，无缘决赛；但最終在季軍戰中以2-0（21-19、21-17）击败巴西组合塔丽塔-罗沙/雷娜塔-里贝罗，贏得奥运会女子沙滩排球的铜牌。